# Grzechotnik preriowy
Grzechotnik preriowy, grzechotnik zielony (Crotalus viridis) – gatunek jadowitego węża z podrodziny grzechotników (Crotalinae) w rodzinie żmijowatych (Viperidae). Posiada silny jad – w statystykach pokąsań ludzi przez węże w USA zajmuje drugie miejsce, po grzechotniku teksaskim.
Znanych jest kilka ras geograficznych, które różnią się umaszczeniem, porą polowań, pożywieniem (zależnym od dostępności drobnych kręgowców, którymi się żywi).

## Opis
Osiąga powyżej 100 cm długości, najdłuższy znaleziony mierzył 151,5 cm (Klauber, 1937). Grzbiet ma żółtawy, szarawy lub jasnobrunatny, z eliptycznymi, czerwonymi lub brunatnymi plamami. Z boku głowy przebiegają dwie jasne linie. Strona brzuszna żółtawa, mogą występować brunatne plamy.

## Występowanie
Żyje w Ameryce Północnej, od południowo-zachodniej Kanady do północnego Meksyku. Zamieszkuje tereny o podłożu żwirowo-kamiennym, stepy, a nawet pustynie.

## Podgatunki
Część autorów wyróżnia dwa podgatunki Crotalus viridis:
| Podgatunek    | Zoolog           | Nazwa zwyczajowa     |
| ------------- | ---------------- | -------------------- |
| C. v. nuntius | Klauber, 1935    | grzechotnik hopi     |
| C. v. viridis | Rafinesque, 1818 | grzechotnik preriowy |

Inni synonimizują ze sobą te dwa taksony i uznają Crotalus viridis za gatunek monotypowy.